# Kimiko Yo
Kimiko Yo (jap. 余貴美子 Yo Kimiko) (ur. 12 maja 1956 w Jokohamie) – japońska aktorka.

## Wybrana filmografia
- 2019: Nagi reżyser jako Kozue Muranishi, matka Toru
- 2010: Shokudo Katatsumuri jako Ruriko, matka Rinco
- 2010: Akunin jako Yoriko Shimizu
- 2009: Dmuchana lala jako Yoshiko
- 2008: Miłość o smaku Orientu jako Reiko, żona Maezumi
- 2008: Pożegnania jako Yuriko Uemura, pracownica Agencji P
- 2007: Hatsuyuki no koi jako Mayumi Sasaki
- 2006: Tatta Hitotsu no Koi jako Akiko Kanzaki
- 2005: Yamato jako Sayo Nishi
- 2001: Klub samobójców jako Kiyomi Kuroda